# Carle Place
Carle Place és una concentració de població designada pel cens dels Estats Units a l'estat de Nova York. Segons el cens del 2000 tenia 5.247 habitants.

## Demografia
Segons el cens del 2000, Carle Place tenia 5.247 habitants, 1.900 habitatges, i 1.371 famílies. La densitat de població era de 2.155,2 habitants per km².
Dels 1.900 habitatges en un 31,7% hi vivien nens de menys de 18 anys, en un 59,8% hi vivien parelles casades, en un 9,5% dones solteres, i en un 27,8% no eren unitats familiars. En el 23,9% dels habitatges hi vivien persones soles el 10% de les quals corresponia a persones de 65 anys o més que vivien soles. El nombre mitjà de persones vivint en cada habitatge era de 2,76 i el nombre mitjà de persones que vivien en cada família era de 3,31.
Per edats la població es repartia de la següent manera: un 22,8% tenia menys de 18 anys, un 7,6% entre 18 i 24, un 29,9% entre 25 i 44, un 24,4% de 45 a 60 i un 15,3% 65 anys o més.
L'edat mediana era de 39 anys. Per cada 100 dones de 18 o més anys hi havia 90,7 homes.
La renda mediana per habitatge era de 70.938 $ i la renda mediana per família de 85.240 $. Els homes tenien una renda mediana de 51.745 $ mentre que les dones 37.344 $. La renda per capita de la població era de 31.624 $. Entorn del 3,4% de les famílies i el 5,4% de la població estaven per davall del llindar de pobresa.